# 라라랜드
《라라랜드》(영어: La La Land)는 2016년 공개된 미국의 뮤지컬 로맨스 코미디 드라마 영화이다. 데이미언 셔젤이 감독과 각본을 맡았다. 라이언 고슬링, 엠마 스톤이 뮤지션이자 로스 앤젤레스에서 만나 사랑에 빠지는 열망있는 배우 역할을 맡아 출연한다. 이 영화의 제목인 "라 라 랜드"는 로스앤젤레스의 별명이자, '현실과 동떨어진 상태'를 의미하는 어구이기도 하다. 셔젤은 2009년 3월에 각본을 완성했지만 그의 디자인을 바꾸지 않고 제작 자금을 기꺼이 빌려줄 수 있는 제작사를 찾지 못했다. 하지만 그의 영화 《위플래쉬》(2014)의 성공에 힘입어 이 프로젝트는 서밋 엔터테인먼트에 의해 제작을 실행하게 되었다. 촬영은 2015년 8월부터 9월까지 로스 앤젤레스에서 이뤄졌다. 영화는 2016년 8월 31일 베네치아 국제 영화제에서 영화제 개막작으로 초연되었고, 2016년 12월 9일 미국에서 개봉되었다. 3000만 달러의 제작비를 들여 전 세계에서 4억 4,500만 달러의 수익을 벌어 들였다.
이 영화는 전 세계의 다양한 영화제와 시상식에서 찬사를 받아 여러 후보에 지명되었다. 비평가들은 셔젤의 시나리오와 연출, 고슬링과 스톤의 연기, 저스틴 허위츠의 음악과 영화의 뮤지컬 장면에 찬사를 보냈다. 골든 글로브상에서 7개 부문을 수상하였으며, 영국 아카데미상(BAFTA)에서는 11개 부문에 후보에 올라 5개 부문을 수상했다. 미국 아카데미상에서는 14개 부문에 후보에 올랐으며, 이는 《타이타닉》(1997)과 《이브의 모든 것》(1950)이 기록한 역대 최다 후보와 타이기록으로 총 6개 부문인 최우수 감독상, 여우주연상(스톤), 촬영상, 음악상, 주제가상, 미술상을 수상했다.

## 줄거리
꿈을 꾸는 사람들을 위한 별들의 도시 ‘라라랜드’에서 재즈 피아니스트 세바스찬(라이언 고슬링 분)과 배우 지망생 미아(엠마 스톤 분)가 만난다. 두 사람은 미완성이지만, 사랑과 희망, 그리고 열정으로 인생에서 가장 빛나는 순간인 무대를 만들어가기 시작한다.

## 출연진
- 라이언 고슬링 - 세바스찬 와일더 역
- 엠마 스톤 - 미아 돌런 역
- 테리 월터스 - 린다 역
- 존 레전드 - 키스 역
- 로즈메리 디윗 - 로라 와일더 역
- 핀 위트록 - 그레그 어니스트 역
- 제시카 로테 - 알렉시스 역
- 미즈노 소노야 - 케이틀린 역
- 캘리 허낸데즈 - 트레이시 역
- J. K. 시먼스 - 빌 역
- 톰 에버렛 스콧 - 데이비드 역
- 미건 페이 - 미아 어머니 역
- 데이먼 겁튼 - 해리 역
- 발라리에 래 밀러 - 에이미 브랜트 역
- 조이 홀 - 첼시 역
- 제이슨 푹스 - 카를로 역
- 트레버 리사워 - 발렛 역
- 안나 채즐 - 새라 역
- 조시 펜스 - 조시 역

## 평가
비평 제공 웹사이트 로튼 토마토에서는 121개의 비평을 기준으로 96%의 신선도를 기록하였고, 10점 만점에 평균 점수 8.7점을 기록하고 있다.

## 수상 및 후보
- 제73회 베네치아 영화제 - 황금사자상 후보
- 제41회 토론토 국제 영화제 - 관객상 수상
- 미국 영화 연구소 올해의 영화 10선 - 수상
- 제22회 크리틱스 초이스 영화상 - 작품상, 감독상, 각본상 외 다섯 부문 수상
- 제74회 골든 글로브상 - 영화 뮤지컬 코미디 부문 "작품상", "남우주연상, "여우주연상", 감독상, 각본상, 음악상, 주제가상
- 제89회 아카데미시상식 - 여우주연상,감독상,촬영상,미술상,주제가상,음악상 수상

## 영화 음악 콘서트
사운드트랙으로 구성한 <라라랜드 인 콘서트: 어 라이브 투 필름 셀레브레이션> 월드투어 콘서트가 개최되었다. 2017년 5월 26, 27일 미국 할리우드볼에서 첫 공연을 가진 뒤 가장 먼저 한국을 찾아 6월 3, 4일 서울 롯데콘서트홀, 6일 부산 KBS홀에서 공연하였다. 오리지널 영화음악팀이 음악감독 및 기술지휘를 맡았고, <백 투 더 퓨처> <E.T> 등 다수의 영화 음악 콘서트를 지휘한 에릭 옥스너가 지휘자로 참여해 서울 W 필하모닉과 부산 네오필 하모닉과 호흡을 맞췄다.

## 참고 사항
- 감독 해설판에 나온 이야기에 따르면 원래는 메인 테마곡으로 'LA LA LAND'라는 곡이 있었다고 한다.

## 같이 보기
- 사랑을 했다 (LOVE SCENARIO)